# Večernjakova ruža 2023.
Večernjakova ruža 2023. je 30. dodjela medijske nagrade Večernjakova ruža u Hrvatskoj, koja se dodjeljivala za medijski rad u prethodnoj, 2023. godini. Dodjela je održana 22. ožujka 2024. u zagrebačkom Hrvatskon narodnom kazalištu, a prikazana je na prvom programu Hrvatske radiotelevizije. Nagradu Večernjakova ruža dodjeljuju hrvatske dnevne novine Večernji list.
Voditelji su bili Barbara Kolar i Duško Ćurlić, dok su prezenteri nagrada bili: Sanja Doležal, Enis Bešlagić, Zdenka Kovačiček, Antonija Blaće, Goran Bogdan, Goran Višnjić, Martin Kosovec, Vinko Ćemeraš, Nina Violić, Bojana Gregorić Vejzović, Mojmira Pastorčić, Marija Miholjek, Saša Kopljar, Mislav Togonal, Jelena Pajić, Vedran Car, Dražen Klarić i Mario Sedmak koji su uručili nagrade dobitniciima.
Tijekom dodjele nastupili su u sklopu zabavnog djela: Nina Badrić, Vesna Pisarović, Grše, Lorena i Baby Lasagna.

## Proces
Prijedlog nominacija započeo je krajem studenoga 2023. a prema javnom pozivu traje do kraja 2023. godine od strane svih TV i diskografskih kuća te radijskim postajama za nominiranje svojih djelatnika/emisija. Javni poziv objavljen je 22. studenoga 2022. godine, a odluka o nominiranima članovi žirija donose i objavljuju najkasnije do 15. siječnja 2024. godine, dok su dobitnici bili proglašeni u ožujku 2024. godine.

## Nagrade
Dodjeljuje se ukupno osam nagrada, od čega u svakoj kategoriji po jedna za ostvarenja u medijskom prostoru od siječnja do prosinca 2023. godine.
- TV osoba godine
- Radijska osoba godine
- Glumačko ostvarenje godine
- Glazbenik godine
- TV emisija godine
- Radijska emisija godine
- Novo lice godine
- Digitalna ruža godine.

## Nominirani i dobitnici
Večernjakove ruže ove godine dijelile su se u 8 kategorija, dodatna kategorija Ruža za životno djelo.

### TV osoba godine
Prezenteri: Sanja Doležal i Enis Bešlagić
| Nominirani              | Televizijski kanal |
| ----------------------- | ------------------ |
| Damira Gregoret         | RTL                |
| Sabina Tandara Knezović | Nova TV            |
| Domagoj Novokmet        | N1                 |
| Aleksandar Stanković    | HRT                |
| Martina Validžić        | HRT                |

### Radijska osoba godine
Prezenteri: Zdenka Kovačiček i Antonija Blaće
| Nominirani                     | Radio stanica      |
| ------------------------------ | ------------------ |
| Daniel Bilić i Matko Antonović | Yammat FM          |
| Miljenko Cvitković Minja       | HRT – Radio Sljeme |
| Kristina Iveković              | Medulin FM         |
| Renata Belc-Krog               | Radio Tvornica     |
| Dinko Putrić                   | Laganini FM        |

### Glumačko ostvarenje godine
Prezenteri: Goran Bogdan i Goran Višnjić
| Nominirani                    | Film/TV serija              |
| ----------------------------- | --------------------------- |
| Živko Anočić                  | Escort                      |
| Tihana Lazović i Slavko Sobin | Samo kad se smijem          |
| Krešimir Mikić                | Sedmo nebo                  |
| Goran Navojec                 | Smrt djevojčice sa žigicama |
| Marija Škaričić               | Tragovi                     |

### Glazbenik godine
Prezenteri: Martin Kosovec i Vinko Ćemeraš
| Nominirani      |
| --------------- |
| Doris Dragović  |
| Gibonni         |
| Grše            |
| Let 3           |
| Vesna Pisarović |

### TV emisija godine
Prezenteri: Nina Violić i Bojana Gregorić Vejzović
| Nominirani       | TV emisija |
| ---------------- | ---------- |
| Betonski spavači | HRT        |
| Dosje Jarak      | RTL        |
| Masterchef       | Nova TV    |
| Superpotjera     | HRT        |
| The Voice        | HRT        |

### Radijska emisija godine
Prezenteri: Mojmira Pastorčić i Marija Miholjek
| Nominirani         | Radio stanica      |
| ------------------ | ------------------ |
| Draga nam je Istra | Radio Istra        |
| Dolcevita          | HRT – Radio Sljeme |
| Psiholog(I)ja      | HRT – Radio Sljeme |
| Ritam srca         | Radio Ritam        |
| Žena zmaj          | Laganini FM        |

### Novo lice godine
Prezenteri: Saša Kopljar i Mislav Togonal
| Nominirani        | Razlog |
| ----------------- | --- |
| Domagoj Ivanković | gledatelje osvojio ulogom simpatičnog Josipa Kvasine u seriji "Kumovi". |
| Lovro Juraga      | glumački talent dokazao u predstavama "Don Juan" i "Ubojstvo", glazbeni talent, pokazao je u showu "Zvijezde pjevaju", u kojem je pobijedio.                                                                                  |
| Lorena            | pjesma "Je l' moguće" bila među najslušanijima na YouTube trendingu, a koncert Erosa Ramazzottija u pulskoj Areni otvorila je upravo ona.                                                                                     |
| Katja Matković    | Nova je glumačka nada osvojila publiku u filmu "Dnevnik Pauline P." |
| Miach             | suradnjom s Hiljsonom Mandelom na pjesmi "NLO" osvojila je radijski eter i YouTube trending te zaslužila nominaciju za Porin u kategoriji za najboljeg novog izvođača, a pjesmom "SMS" potvrdila je svoj glazbeni potencijal. |

### Digitalna ruža godine
Prezenteri: Jelena Pajić i Vedran Car
| Nominirani        |
| ----------------- |
| Explora           |
| Podcast Inkubator |
| Špica             |
| Ida Prester       |
| Videobox          |

### Ruža za životno djelo
Prezenteri: glavni urednik Večernjeg lista Dražen Klarić i urednik zabavnog programa HRT-a Mario Sedmak
- Miroslav Lilić

## Vanjske poveznice
- Službena stranica na večernji.hr